# Maenomeri
„Maenomeri” (jap. 前のめり) – osiemnasty singel japońskiego zespołu SKE48, wydany w Japonii 12 sierpnia 2015 roku przez avex trax.
Singel został wydany w dziewięciu edycjach: czterech regularnych i czterech limitowanych (Type A, Type B, Type C, Type D) oraz „teatralnej” (CD). Osiągnął 1 pozycję w rankingu Oricon i pozostał na liście przez 18 tygodni, sprzedał się w nakładzie 461 604 egzemplarzy. Singel zdobył status podwójnej platynowej płyty.

## Lista utworów
Wszystkie utwory zostały napisane przez Yasushiego Akimoto.

### Type A
| CD  | | | |      |
| Nr  | Tytuł | Kompozycja | Aranżacja | Czas |
| 1.  | „Maenomeri” (jap. 前のめり) | Katsuhiko Sugiyama | Makoto Wakatabe | 4:14 |
| 2.  | „Suteki na zaiakukan” (jap. 素敵な罪悪感) (wyk. Team S)                                                                                     | Yūichi "Masa" Nonaka | Yūichi "Masa" Nonaka | 4:19 |
| 3.  | „Seifuku o kita meitantei” (jap. 制服を着た名探偵) (wyk. Dreaming Girls)                                                                    | Kiyosumi Iida | Kiyosumi Iida | 4:01 |
| 4.  | „Maenomeri” (jap. 前のめり) (off vocal) | Katsuhiko Sugiyama | Makoto Wakatabe | 4:14 |
| 5.  | „Suteki na zaiakukan” (jap. 素敵な罪悪感) (off vocal)                                                                                       | Yūichi "Masa" Nonaka | Yūichi "Masa" Nonaka | 4:19 |
| 6.  | „Seifuku o kita meitantei” (jap. 制服を着た名探偵) (off vocal)                                                                              | Kiyosumi Iida | Kiyosumi Iida | 4:01 |
| DVD | | | |      |
| Nr  | Tytuł | Tytuł | Tytuł | Czas |
| 1.  | „Maenomeri” (jap. 前のめり) (Music Video)                                                                                                   | „Maenomeri” (jap. 前のめり) (Music Video)                                                                                                   | „Maenomeri” (jap. 前のめり) (Music Video)                                                                                                   | 5:06 |
| 2.  | „Suteki na zaiakukan” (jap. 素敵な罪悪感) (Music Video)                                                                                     | „Suteki na zaiakukan” (jap. 素敵な罪悪感) (Music Video)                                                                                     | „Suteki na zaiakukan” (jap. 素敵な罪悪感) (Music Video)                                                                                     | 4:59 |
| 3.  | „Tokuten eizō „Shinsedai no yakudō ~Documentary of SKE48 7th Kenkyūsei~”” (jap. 特典映像「新世代の躍動〜Documentary of SKE48 7期研究生〜」) | „Tokuten eizō „Shinsedai no yakudō ~Documentary of SKE48 7th Kenkyūsei~”” (jap. 特典映像「新世代の躍動〜Documentary of SKE48 7期研究生〜」) | „Tokuten eizō „Shinsedai no yakudō ~Documentary of SKE48 7th Kenkyūsei~”” (jap. 特典映像「新世代の躍動〜Documentary of SKE48 7期研究生〜」) |      |

### Type B
| CD  | | | |      |
| Nr  | Tytuł | Kompozycja | Aranżacja | Czas |
| 1.  | „Maenomeri” (jap. 前のめり) | Katsuhiko Sugiyama | Makoto Wakatabe | 4:14 |
| 2.  | „Shōsō ga kono boku o dame ni suru” (jap. 焦燥がこの僕をだめにする) (wyk. Team KII)                                                          | Katsuhisa Umino | Yūichi "Masa" Nonaka | 4:51 |
| 3.  | „Seifuku o kita meitantei” (jap. 制服を着た名探偵) (wyk. Dreaming Girls)                                                                     | Kiyosumi Iida | Kiyosumi Iida | 4:01 |
| 4.  | „Maenomeri” (jap. 前のめり) (off vocal) | Katsuhiko Sugiyama | Makoto Wakatabe | 4:14 |
| 5.  | „Shōsō ga kono boku o dame ni suru” (jap. 焦燥がこの僕をだめにする) (off vocal)                                                              | Katsuhisa Umino | Yūichi "Masa" Nonaka | 4:51 |
| 6.  | „Seifuku o kita meitantei” (jap. 制服を着た名探偵) (off vocal)                                                                               | Kiyosumi Iida | Kiyosumi Iida | 4:01 |
| DVD | | | |      |
| Nr  | Tytuł | Tytuł | Tytuł | Czas |
| 1.  | „Maenomeri” (jap. 前のめり) (Music Video) | „Maenomeri” (jap. 前のめり) (Music Video) | „Maenomeri” (jap. 前のめり) (Music Video) | 5:06 |
| 2.  | „Shōsō ga kono boku o dame ni suru” (jap. 焦燥がこの僕をだめにする) (Music Video)                                                            | „Shōsō ga kono boku o dame ni suru” (jap. 焦燥がこの僕をだめにする) (Music Video)                                                            | „Shōsō ga kono boku o dame ni suru” (jap. 焦燥がこの僕をだめにする) (Music Video)                                                            | 4:55 |
| 3.  | „Tokuten eizō „Mirai e no joshō ~Documentary of SKE48 Draft 2-kisei~”” (jap. 特典映像「未来への序章〜Documentary of SKE48 ドラフト2期生〜」) | „Tokuten eizō „Mirai e no joshō ~Documentary of SKE48 Draft 2-kisei~”” (jap. 特典映像「未来への序章〜Documentary of SKE48 ドラフト2期生〜」) | „Tokuten eizō „Mirai e no joshō ~Documentary of SKE48 Draft 2-kisei~”” (jap. 特典映像「未来への序章〜Documentary of SKE48 ドラフト2期生〜」) |      |

### Type C
| CD  | | | |      |
| Nr  | Tytuł | Kompozycja | Aranżacja | Czas |
| 1.  | „Maenomeri” (jap. 前のめり)                                                                                                 | Katsuhiko Sugiyama | Makoto Wakatabe | 4:14 |
| 2.  | „Nagai yume no Labyrinth” (jap. 長い夢のラビリンス) (wyk. Team E)                                                           | Shunryū | Makoto Wakatabe | 5:06 |
| 3.  | „Seifuku o kita meitantei” (jap. 制服を着た名探偵) (wyk. Dreaming Girls)                                                    | Kiyosumi Iida | Kiyosumi Iida | 4:01 |
| 4.  | „Maenomeri” (jap. 前のめり) (off vocal)                                                                                     | Katsuhiko Sugiyama | Makoto Wakatabe | 4:14 |
| 5.  | „Nagai yume no Labyrinth” (jap. 長い夢のラビリンス) (off vocal)                                                             | Shunryū | Makoto Wakatabe | 5:06 |
| 6.  | „Seifuku o kita meitantei” (jap. 制服を着た名探偵) (off vocal)                                                              | Kiyosumi Iida | Kiyosumi Iida | 4:01 |
| DVD | | | |      |
| Nr  | Tytuł | Tytuł | Tytuł | Czas |
| 1.  | „Maenomeri” (jap. 前のめり) (Music Video)                                                                                   | „Maenomeri” (jap. 前のめり) (Music Video)                                                                                   | „Maenomeri” (jap. 前のめり) (Music Video)                                                                                   | 5:06 |
| 2.  | „Nagai yume no Labyrinth” (jap. 長い夢のラビリンス) (Music Video)                                                           | „Nagai yume no Labyrinth” (jap. 長い夢のラビリンス) (Music Video)                                                           | „Nagai yume no Labyrinth” (jap. 長い夢のラビリンス) (Music Video)                                                           | 6:00 |
| 3.  | „Tokuten eizō „2588 nichi. Documentary of Matsui Rena” (Zenpen)” (jap. 特典映像「2588日。Documentary of 松井玲奈」（前編）) | „Tokuten eizō „2588 nichi. Documentary of Matsui Rena” (Zenpen)” (jap. 特典映像「2588日。Documentary of 松井玲奈」（前編）) | „Tokuten eizō „2588 nichi. Documentary of Matsui Rena” (Zenpen)” (jap. 特典映像「2588日。Documentary of 松井玲奈」（前編）) |      |

### Type D
| CD  | | | |      |
| Nr  | Tytuł | Kompozycja | Aranżacja | Czas |
| 1.  | „Maenomeri” (jap. 前のめり)                                                                                                | Katsuhiko Sugiyama | Makoto Wakatabe | 4:14 |
| 2.  | „2588 nichi” (jap. 2588日) (wyk. Rena Matsui)                                                                              | Satoshi Watanabe | Makoto Wakatabe | 4:56 |
| 3.  | „Seifuku o kita meitantei” (jap. 制服を着た名探偵) (wyk. Dreaming Girls)                                                   | Kiyosumi Iida | Kiyosumi Iida | 4:01 |
| 4.  | „Maenomeri” (jap. 前のめり) (off vocal)                                                                                    | Katsuhiko Sugiyama | Makoto Wakatabe | 4:14 |
| 5.  | „2588 nichi” (jap. 2588日) (off vocal)                                                                                     | Satoshi Watanabe | Makoto Wakatabe | 4:56 |
| 6.  | „Seifuku o kita meitantei” (jap. 制服を着た名探偵) (off vocal)                                                             | Kiyosumi Iida | Kiyosumi Iida | 4:01 |
| DVD | | | |      |
| Nr  | Tytuł | Tytuł | Tytuł | Czas |
| 1.  | „Maenomeri” (jap. 前のめり) (Music Video)                                                                                  | „Maenomeri” (jap. 前のめり) (Music Video)                                                                                  | „Maenomeri” (jap. 前のめり) (Music Video)                                                                                  | 5:06 |
| 2.  | „2588 nichi” (jap. 2588日) (Music Video)                                                                                   | „2588 nichi” (jap. 2588日) (Music Video)                                                                                   | „2588 nichi” (jap. 2588日) (Music Video)                                                                                   | 7:36 |
| 3.  | „Tokuten eizō „2588-nichi. Documentary of Matsui Rena” (Kōhen)” (jap. 特典映像「2588日。Documentary of 松井玲奈」（後編）) | „Tokuten eizō „2588-nichi. Documentary of Matsui Rena” (Kōhen)” (jap. 特典映像「2588日。Documentary of 松井玲奈」（後編）) | „Tokuten eizō „2588-nichi. Documentary of Matsui Rena” (Kōhen)” (jap. 特典映像「2588日。Documentary of 松井玲奈」（後編）) |      |

### Wer. teatralna
| CD |                                                                          |                    |                 |      |
| Nr | Tytuł                                                                    | Kompozycja         | Aranżacja       | Czas |
| 1. | „Maenomeri” (jap. 前のめり)                                              | Katsuhiko Sugiyama | Makoto Wakatabe | 4:14 |
| 2. | „Seifuku o kita meitantei” (jap. 制服を着た名探偵) (wyk. Dreaming Girls) | Kiyosumi Iida      | Kiyosumi Iida   | 4:01 |
| 3. | „SKE48 18th single medley”                                               |                    |                 |      |
| 4. | „Maenomeri” (jap. 前のめり) (off vocal)                                  | Katsuhiko Sugiyama | Makoto Wakatabe | 4:14 |
| 5. | „Seifuku o kita meitantei” (jap. 制服を着た名探偵) (off vocal)           | Kiyosumi Iida      | Kiyosumi Iida   | 4:01 |

## Skład zespołu
| „Maenomeri” |
| --- |
| - SKE48 Team S: Rion Azuma, Masana Ōya - SKE48 Team S / AKB48 Team K: Jurina Matsui - SKE48 Team S / AKB48 Team 4: Ryōha Kitagawa - SKE48 Team S / SNH48 Team SII: Sae Miyazawa - SKE48 Team KII: Yūna Egō, Mina Ōba, Saki Godō, Sarina Sōda, Akane Takayanagi, Nao Furuhata, Kaori Matsumura - SKE48 Team E: Kanon Kimoto, Sumire Satō, Aya Shibata, Akari Suda, Marika Tani, Rena Matsui (środek) - SKE48 Kenkyūsei: Rara Gotō |

| „Suteki na zaiakukan” |
| --- |
| - SKE48 Team S: Rion Azuma, Asana Inuzuka, Masana Ōya, Risako Gotō, Mai Takeuchi, Rika Tsuzuki, Yume Noguchi, Haruka Futamura, Chikako Matsumoto, Ami Miyamae, Miki Yakata, Suzuran Yamauchi, Juna Yamada - SKE48 Team S / AKB48 Team K: Jurina Matsui (środek) - SKE48 Team S / AKB48 Team 4: Ryōha Kitagawa - SKE48 Team S / SNH48 Team SII: Sae Miyazawa |

| „Seifuku o kita meitantei” |
| --- |
| - SKE48 Team S: Chikako Matsumoto - SKE48 Team S / AKB48 Team 4: Ryōha Kitagawa - SKE48 Team KII: Yūna Egō, Saki Godō, Saki Takeuchi - SKE48 Team E: Haruka Kumazaki (środek), Sana Takatera - SKE48 Kenkyūsei: Rena Isshiki, Yuna Obata, Ayuka Kamimura, Rara Gotō, Kotono Shirai, Maya Sugawara, Kano Nojima, Airi Mizuno |

| „Shōsō ga kono boku o dame ni suru” |
| --- |
| - Team KII: Shiori Aoki, Yuki Arai, Anna Ishida, Mikoto Uchiyama, Yūna Egō, Mina Ōba, Ruka Kitano, Saki Godō, Sarina Sōda, Yumana Takagi, Natsuki Takatsuka, Akane Takayanagi (środek), Saki Takeuchi, Yuzuki Hidaka, Nao Furuhata (środek), Kaori Matsumura, Yukari Yamashita |

| „Nagai yume no Labyrinth” |
| --- |
| - Team E: Kyōka Isohara, Reona Ida, Narumi Ichino, Madoka Umemoto, Rumi Katō, Natsuki Kamata, Kanon Kimoto, Haruka Kumazaki, Kumiko Koishi, Makiko Saitō, Mei Sakai, Sumire Satō, Aya Shibata, Akari Suda, Sana Takatera, Marika Tani, Nao Fukushi, Rena Matsui (środek) |

## Notowania
| Lista                             | Pozycja |
| --------------------------------- | ------- |
| Oricon Weekly Singles Chart       | 1       |
| Oricon Yearly Singles Chart       | 14      |
| Billboard Japan Hot 100           | 1       |
| Billboard Japan Hot Singles Sales | 1       |